# Rot-Weiss Essen
Rot-Weiss Essen – niemiecki klub piłkarski, grający obecnie w 3. Lidze, mający siedzibę w mieście Essen, leżącym w Nadrenii Północnej-Westfalii.

## Historia

### Wczesne lata
Klub został utworzony 1 lutego 1907 roku jako SV Vogelheim. Powstał w wyniku fuzji dwóch mniejszych: SC Preussen oraz Deutsche Eiche. W 1910 Vogelheim połączył się z Turnerbund Bergeborbeck i utworzono wówczas drużynę piłkarską. W 1913 piłkarze utworzyli jednak swój własny zespół – Spiel- und Sportverein Emscher-Vogelheim, który po I wojnie światowej zmienił nazwę na Spiel und Sport 1912. W 1923 roku połączono go z Turnerbund Bergeborbeck i w wyniku tego powstał Rot-Weiss Essen.

### Występy w Gaulidze
W 1938 RWE został włączony do Gauligi Niederrhein, jednej z 16 lig utworzonych w 1933 roku przez Niemiecki Związek Piłki Nożnej pod przewodnictwem III Rzeszy. W 1941 roku klub z Essen wywalczył mistrzostwo tej ligi. W 1943 roku grał pod nazwą KSG SC Rot-Weiß Essen/BV 06 Altenessen. W następnym sezonie zmienił nazwę na BVB Essen, ale nie zagrał w lidze ani razu z powodu wojny w Niemczech.

### Wzloty i upadki
W 1948 klub powrócił do ligi niemieckiej i grał w Oberlidze Zachodniej. Dobre występy doprowadziły do mistrzostwa w 1952 roku. Essen odniósł sukces także w sezonie 1952/1953, gdy w finale Pucharu Niemiec pokonał 2:1 Alemannię Aachen. W 1955 roku znów wywalczył mistrzostwo, gdy w decydującym meczu pokonał 4:3 1. FC Kaiserslautern. W następnym sezonie Rot-Weiss został pierwszym niemieckim zespołem, który zagrał w Pucharze Europy.
Z czasem jednak Rot-Weiss Essen zaczęło plasować się w środku tabeli, aż w sezonie 1960/1961 spadło z ligi. W latach 60. grało głównie w drugiej lidze, ale w sezonie 1966/1967 wystąpiło na inaugurację Bundesligi. W sezonie 1969/1970 znów wróciło w szeregi ekstraklasy na 2 kolejne lata, a powtórzyło to w sezonie 1973/1974 (4 sezony). Od tego czasu klubowi szło coraz gorzej, a w sezonie 1998/1999 występował nawet w Oberlidze Nordrhein – odpowiedniku IV ligi.
Kilkukrotnie w historii Rot-Weiss Essen przechodził kłopoty finansowe i w związku z tym w latach 1984, 1991 i 1994 odbierano mu licencję na grę w lidze. W 1992 roku Rot-Weiss Essen zwyciężyło w amatorskich mistrzostwach Niemiec, a w edycji 1993/1994 roku doszło do finału Pucharu Niemiec, w którym uległo 1:3 Werderowi Brema.

### Współczesne czasy
W 1999 roku Rot-Weiss Essen wróciło do Regionalligi Północnej (III liga), a w następnym sezonie awansowało do 2. Bundesligi. W sezonie 2004/2005 zajęło 17. miejsce i zostało zdegradowane, a na sezon 2006/2007 klub z Essen znów awansował na szczebel drugoligowy, ale pobyt w tej lidze trwał tylko rok. Po powrocie do Regionalligi klub z Essen w następnym sezonie nie dostał się do nowo otworzonej 3. Fußball-Liga. Klub ogłosił po raz kolejny w swojej historii upadłość i zaczął od 5 Ligi, by po roku awansować do Regionalliga West W Pucharze Niemiec 2020/2021 drużyna doszła do ćwierćfinału rozgrywek. W sezonie Regionalliga niemiecka w piłce nożnej (2021/2022) udało się awansować po wielu latach na trzeci szczebel rozgrywek, gdzie RWE gra do dziś.

## Stadion
Domowe mecze Rot-Weiss rozgrywa na Stadion an der Hafenstraße (do 2022 Stadion Essen), który powstał (2012) w miejscu starego Georg-Melches-Stadion. Stadion może pomieścić około 20.352 tysiąca widzów. Nazwa starego stadionu wywodziła się od byłego prezydenta klubu. Niegdyś stadion nosił nazwę Phönixstraße, a także Stadion an der Hafenstraße.

## Europejskie puchary
Legenda do wszystkich tabel:
- Q – runda eliminacyjna, 1/16, 1/8, 1/4, 1/2 – odpowiednia faza rozgrywek, Grupa – runda grupowa, 1r gr – pierwsza runda grupowa, 2r gr – druga runda grupowa, F – finał, R – runda, PO – play-off
- k. – rzuty karne, los. – losowanie, Dogr. – dogrywka, w. – zasada bramek strzelonych na wyjeździe

| Sezon   | Rozgrywki     | Runda | Przeciwnik | Dom | Wyjazd | Ogólnie |
| ------- | ------------- | ----- | ---------- | --- | ------ | ------- |
| 1955/56 | Puchar Europy | 1R    | Hibernian  | 0–4 | 1–1    | 1–5     |